# Democles
Democles del griego Δημοκλῆς; siglo IV a. C.) fue un orador ateniense y contemporáneo de Demócares, entre cuyos oponentes se le menciona.
Fue discípulo de Teofrasto y se le conoció principalmente como el defensor de los hijos de Licurgo contra las calumnias de Moerocles y Menesaechmus . Parece que en tiempos de Dionisio de Halicarnaso aún se conservaban algunos discursos de Democles, ya que ese crítico le atribuye un discurso, que llevaba el nombre de Dinarco . Hay que observar que Dionisio y la Suda llaman a este orador por la forma patronímica de su nombre, Democleides, por lo que puede ser la misma persona llamada Democleides que fue arconte epónimo en el año 316 a. C.
Democles escribió un tratado sobre maquinaria.